# Пам'ятник Станіславу Яблоновському (Львів)
Па́м'ятник Станісла́ву Яблоно́вському — пам'ятник військовому і державному діячеві Речі Посполитої, гетьманові Станіславу Яблоновському, споруджений у 1752—1754 роках. Стояв у Львові до 1944 року, коли безслідно зник із центральної вулиці міста. Перший пам'ятник західноєвропейського зразка в Україні.
Станіслав Яблоновський був рятівником Львова від нападу кримських татар у 1695 році. Тому вже через століття після його смерті громада міста вирішила спорудити гетьманові пам'ятник.
Скульптуру виготовили з пісковику. Яблоновського представили в образі давньоримського вояка в шоломі й барокових парадових обладунках. У правій руці тримав гетьманську булаву. У лівій — довгий плащ, що спадав до землі й слугував конструктивною опорою статуї.
Первісно скульптура була встановлена у внутрішньому подвір'ї Єзуїтської колегії у Львові, а тлінні рештки гетьмана було поховано у крипті костелу Єзуїтів. На початку XIX століття, під час упорядкування будинку колегії та прибудинкової території, пам'ятник був демонтований. Тривалий час за нього нічого не було відомо і лише 1859 року скульптуру випадково знайшов відомий львівський журналіст Іполит Ступницький. Відбувся збір коштів для реставрації, яку згодом виконали скульптори Парис Філіппі та Абель Марія Пер'є. У 1861 році відновлений монумент урочисто встановили на центральному львівському променаді — новоутвореній головній вулиці Львова — Нижні Вали, який з того часу отримав назву Гетьманських валів. 1932 року з невідомих причин перенесений на площу Трибунальську, звідки, після зайняття Львова Червоною армією, 1944 року пам'ятник безслідно зник, а на його місці з'явилися молоді деревця, обгороджені парканом.